# Badia Calavena
Badia Calavena är en ort och kommun i provinsen Verona i regionen Veneto i Italien. Kommunen hade 2 638 invånare (2018).